# Nephila pilipes
Nephila pilipes ist eine  Art aus der Gattung der Seidenspinnen (Nephila). Es werden zwei Unterarten unterschieden. Das Verbreitungsgebiet der Nominatform N. pilipes pilipes erstreckt sich von China über die Philippinen bis nach Australien. Die Unterart N. p. malagassa kommt ausschließlich endemisch auf Madagaskar vor.
Die Art gehört zu den größten Seidenspinnen und wird in bescheidenem Maße vom Menschen genutzt. Lässt man die Spinne ihr recht stabiles und im Durchmesser bis zu zwei Metern großes Netz auf vorbereiteten Rahmen aus Bambus spinnen, können diese dann zum Fang kleiner Fische verwendet werden. Auch werden die recht großen Körper der Weibchen als proteinreiche Nahrungsergänzung roh oder geröstet gegessen.

## Merkmale
Diese Spinnenart gehört zu den größten nicht zu den Vogelspinnen gehörenden Spinnenarten der Welt. Die Weibchen werden vermutlich drei bis fünf Zentimeter lang. Die von Michael H. Robinson und Barbara Robinson dokumentierte Körperlänge eines ausgewachsenen Weibchens betrug 4,21 Zentimeter, wobei die Cephalothorax-Länge 1,41 Zentimeter betrug. Bei einem Bein des ersten Beinpaars wurde die Länge von 8,6 Zentimeter und bei einem Bein des vierten Beinpaares eine Länge von 7,05 Zentimeter ermittelt. Die Männchen sind vergleichsweise winzig und durchschnittlich vermutlich 0,5 Zentimeter lang. Die größte von Michael H. Robinson und Barbara Robinson dokumentiere Körperlänge eines Männchen betrug 0,76 Zentimeter.
Weibchen haben einen lang gezogenen Hinterleib (Opisthosoma), welcher je nach Alter und Größe sehr unterschiedlich  gefärbt ist. Dies ist möglicherweise auch Ursache dafür, dass für diese Spinnenart viele Synonyme existieren. Das Opisthosoma ist in einem jüngeren Alter schwarz bis olivfarben und trägt je nach Größe zwei oder vier gelbe Längsstreifen. Zuerst bilden sich die äußeren zwei Längsstreifen zurück und bei zunehmendem Alter die inneren zwei Längsstreifen. Mit zunehmendem Alter und Größe ist das Abdomen fast einheitlich graubraun bis olivfarben gefärbt; nur in der vorderen Hälfte nahe dem Vorderleib (Prosoma) hat das Opisthosoma einen schwarzen Querbalken, wo häufig auch Reste der gelben Längsstreifen als feiner gelber Querstreifen zu erkennen sind. Das Zurückbilden dieser Streifen kann je nach Individuum unterschiedlich schnell gehen. So findet man jüngere Tiere, die nur noch zwei gelbe Längsstreifen haben und ältere, die immer noch alle vier Längsstreifen besitzen. Die Unterseite hat mehrere gelbe Punkte, nur die Region der Spinnwarzen ist rot gefärbt.
Das Prosoma ist leuchtend weiß, silbern bis beigefarben. Die Taster sind auffällig orange bis rot gefärbt, nur der Metatarsus ist zweifarbig gelbschwarz und der Tarsus schwarz gefärbt. Die Farbe der Beine variiert je nach Fundort und Alter: Bei den sehr lang gestreckten Beine ist je nach Fundort die Coxa gelb und der Schenkelring (Trochanter) schwarz gefärbt. Das Femur ist schwarz mit je einer gelben Stelle auf der Unterseite am Anfang und Ende. Die Patellen sind schwarz gefärbt mit einer schmalen gelben Stelle auf der Unterseite beim Übergang zur Tibia. Die Tibia ist ebenfalls schwarz gefärbt und hat eine gelbe Stelle auf der Unterseite beim Übergang zum Metatarsus. Metatarsen und Tarsen sind einheitlich schwarz. Es gibt Exemplare mit rötlichen Beinen mit schwarzen Kniekehlen, wo diese gelben Partien fehlen. Das Sternum ist schwarz.

## Verhalten

### Fortpflanzung

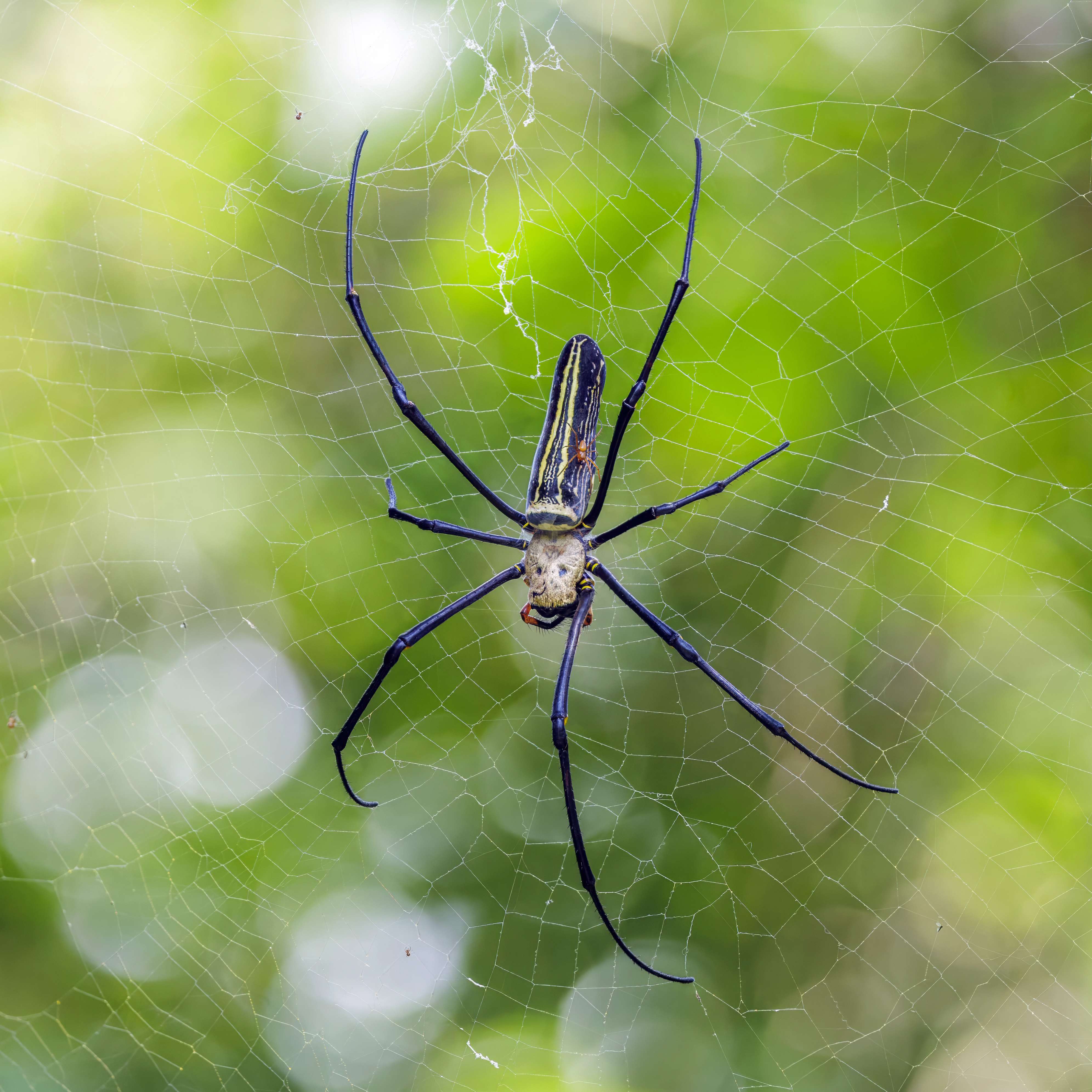
Männchen sucht den Weg auf die Unterseite eines Weibchens.

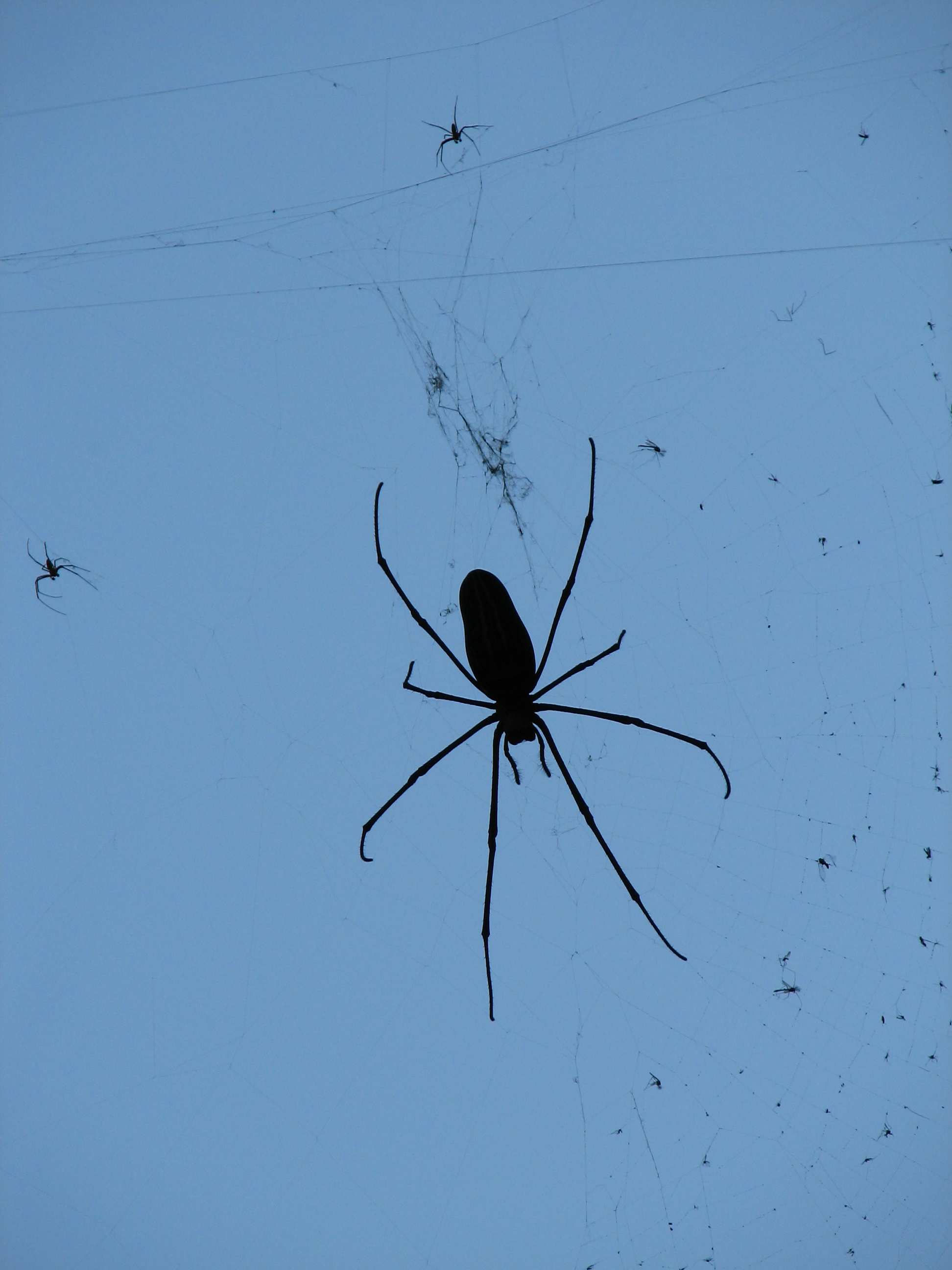
Größenvergleich: ein Weibchen mit zwei Männchen

Im Netz des Weibchens kommen sehr häufig mehrere Männchen vor, die gleichzeitig versuchen, sich mit dem Weibchen zu paaren. Die Männchen interagieren dabei miteinander, indem sie bei zu starker Annäherung mit den Beinen kämpfen und sich beißen. Nur das siegreiche Männchen paart sich mit dem Weibchen. Dazu klettert das Männchen auf die Unterseite des Abdomens des Weibchens und pumpt seinen Samen aus seinen Bulben in die Geschlechtsöffnung des Weibchens. Dieser Vorgang dauert relativ lange. Paarungszeiten von zehn bis siebzig Minuten wurden gemessen. Es wurde noch nie beobachtet, dass das Weibchen das Männchen nach einer Paarung frisst. Das Männchen verlässt nach der Paarung das Weibchen.
Zur Eiablage baut das Weibchen einen ca. 5 Zentimeter langen Kokon. Gemessen wurde durchschnittlich zwischen 2000 und 3000 Eier mit einem durchschnittlichen Gewicht von insgesamt etwa 1,2 Gramm.

### Netzbau
Die weibliche Spinne baut Netze mit 0,6 bis 1,0 Meter Durchmesser. Männliche Spinnen bauen keine Netze, sondern leben im Netz eines Weibchens. Sie ernähren sich von Insekten, die für das Weibchen zu klein sind und von den Überbleibseln seiner Beute.

### Schutz vor Überhitzung
Die Spinne schützt sich ähnlich wie die Goldene Seidenspinne vor Überhitzung. Dazu streckt sie das Abdomen der Sonne entgegen, was den Einfallswinkel der Sonnenstrahlen erhöht. Ebenso wird Flüssigkeit in den Cheliceren bearbeitet, was ebenfalls für Kühlung sorgt.

## Feinde und Parasiten

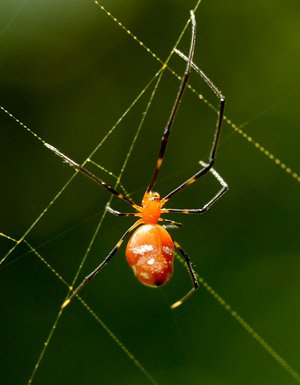
Die Diebspinne Argyrodes flavescens in einem Netz der Nephila pilipes.

In den Netzen befinden sich häufig bis zu vierzig Diebsspinnen der Gattung Argyrodes. Es handelt sich hier um kleine Spinnen, die einen Teil der Beute von der Seidenspinne stehlen.
Es wurde untersucht, warum die Spinnen in der Natur nicht von Vögeln gefressen werden; unter Laborbedingungen fraßen viele Vögel die Spinnen. Die Laborvögel versuchten aber nur einmal eine Spinne im Netz von Nephila zu fressen. Der Grund liegt in den klebrigen Netzen der Seidenspinnen, die gleichzeitig als Schutz vor Vögeln dienen. Sobald ein Vogel einmal in ein Netz geflogen ist, bleibt ein großes Netzstück am Vogelkörper hängen und der Vogel braucht eine lange Zeit, bis er sein Gefieder davon befreit hat. Vögel, die einmal diese Erfahrung gemacht haben, scheuen Seidenspinnennetze in Zukunft.

## Die Spinne als Nutztier

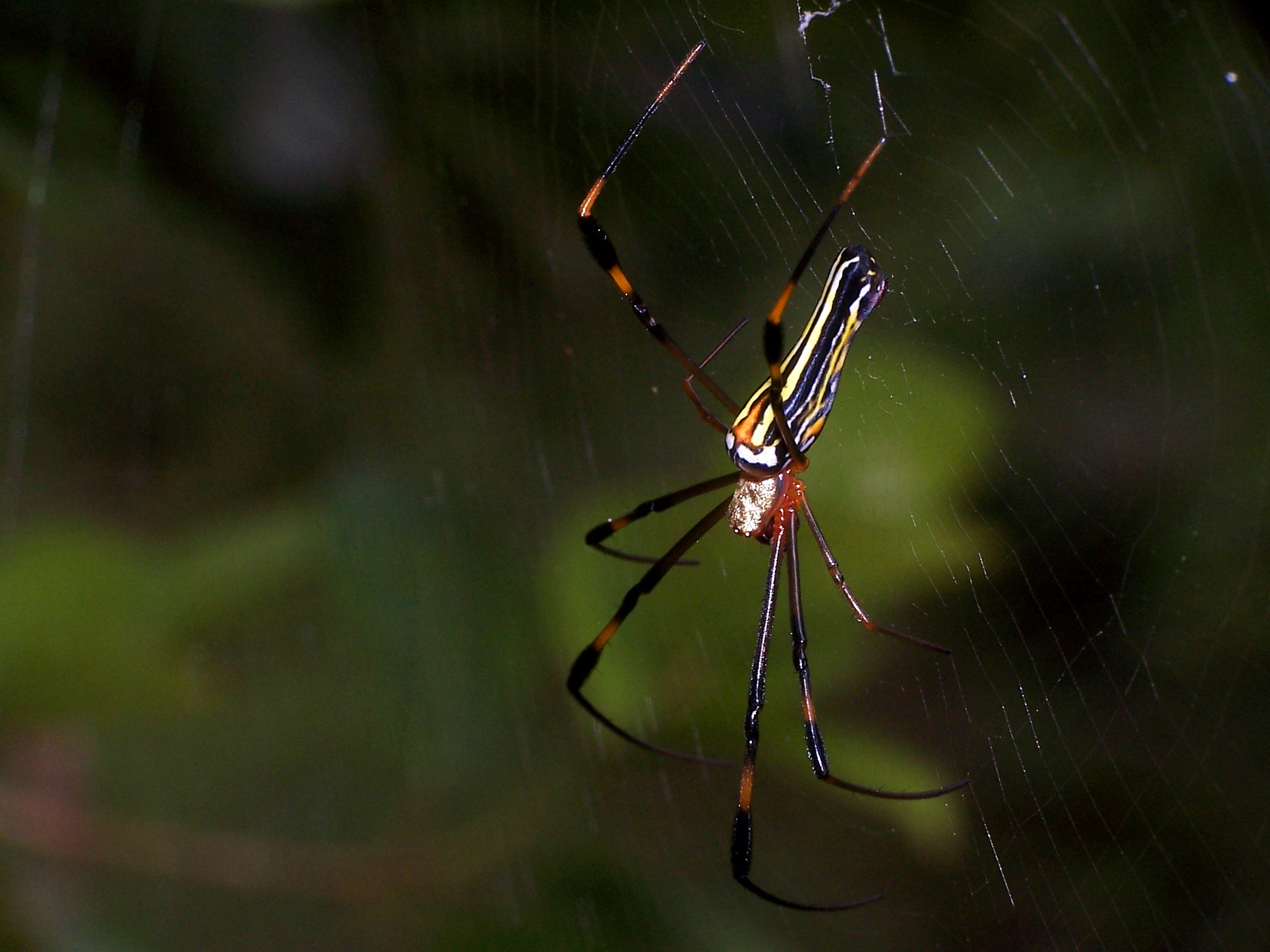
Weibchen in Sai Kung, Hongkong

Die Weibchen von Nephila pilipes werden im südpazifischen Raum als Fischnetzhersteller genutzt. Es werden Bambusrohre als Rahmen aufgestellt und die Spinne macht in diesem Rahmen ihr Netz, welches später für den Fischfang verwendet wird.
Nephila pilipes zählt zu den essbaren Spinnen. Eine Verzehrshistorie ist für Thailand belegt. Die Ureinwohner essen die weiblichen Spinnen als Eiweißquelle roh oder geröstet.

## Synonyme
Da diese Spinnenart je nach Fundort, Größe und Alter eine andere Körperfärbung aufweist, wurde sie mehrmals taxonomisch erfasst. Es kommen gemäß Platnick mehrere Synonyme vor. Das bekannteste Synonym ist Nephila maculata.